# Craugastoridae
Craugastoridae (лат.) — семейство бесхвостых земноводных, обитающих в Новом Свете.

## Описание
Это маленькие лягушки размером от 18 (Craugastor pygmaeus) до 110 мм (Craugastor pelorus), средний размер представителей семейства от 20 до 50 мм. Кожа гладкая, внешние железы на теле практически незаметны. Первый палец длиннее второго, на пальцах есть присоски. Присутствуют внутренние и внешние плюсневые бугорки.

## Образ жизни
Большинство видов ведёт древесный образ жизни, но есть и наземные.

## Размножение
Для представителей данного семейства является характерным прямое развитие — стадия головастика у них отсутствует, из яиц вылупляются маленькие копии своих родителей. Исключение составляет род Craugastor, в котором некоторые виды являются яйцеживородящими. Икру откладывают на земле или на деревьях, в зависимости от образа жизни конкретного вида.

## Распространение
Ареал семейства охватывает субтропические и тропические области Северной, Центральной и Южной Америки от Южной Аризоны, Центрального Техаса (США) и Мексики на восток до Гайаны и на юг до Северо-Восточной Аргентины и атлантических прибрежных лесов Юго-Восточной Бразилии.

## Классификация
На январь 2023 года в семейство включают 2 рода и 129 видов:
- Craugastor Cope, 1862 — Лающие жабы  (126 видов)
- Haddadus Hedges, Duellman & Heinicke, 2008 (3 вида)

## Фото

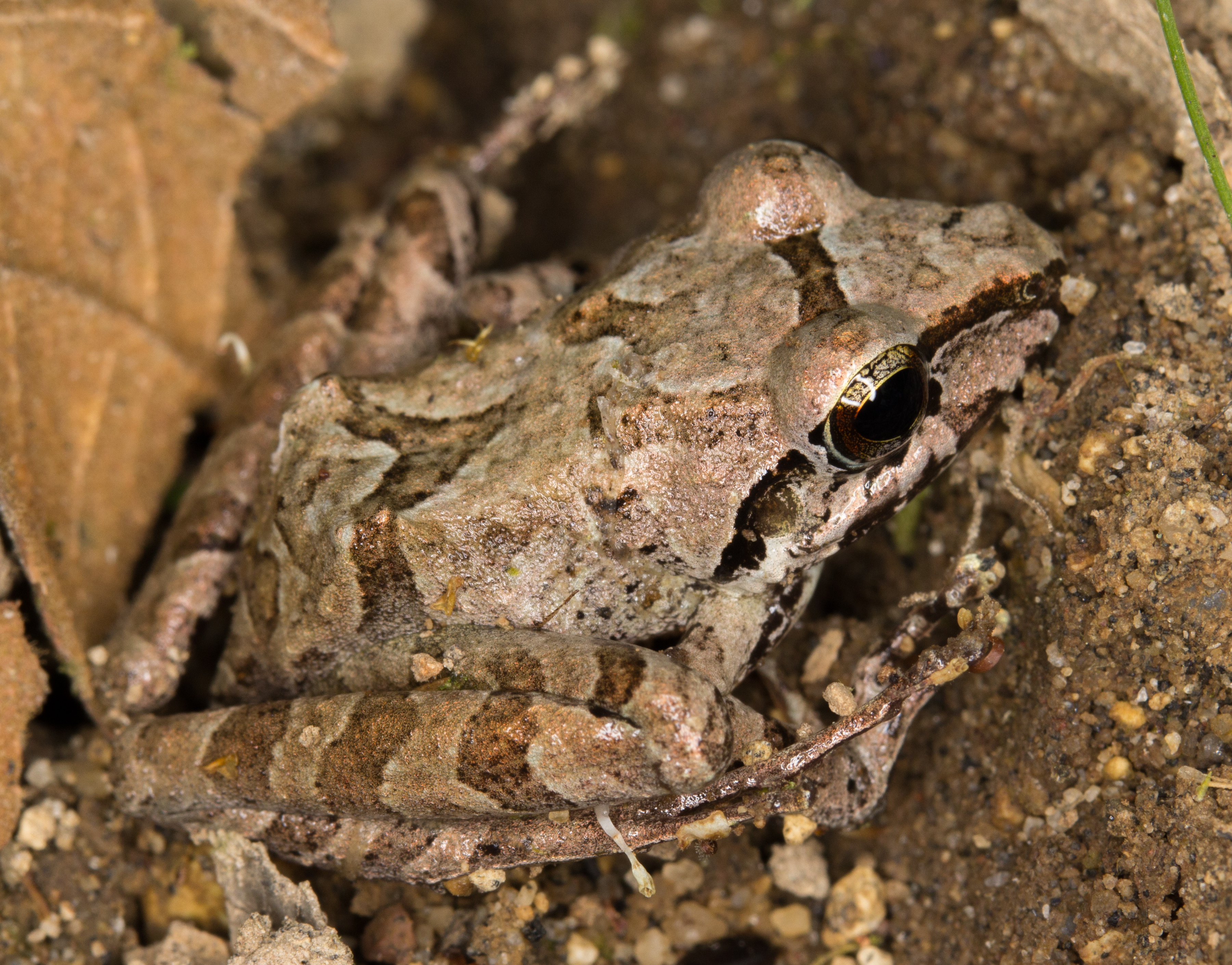
Pristimantis achatinus
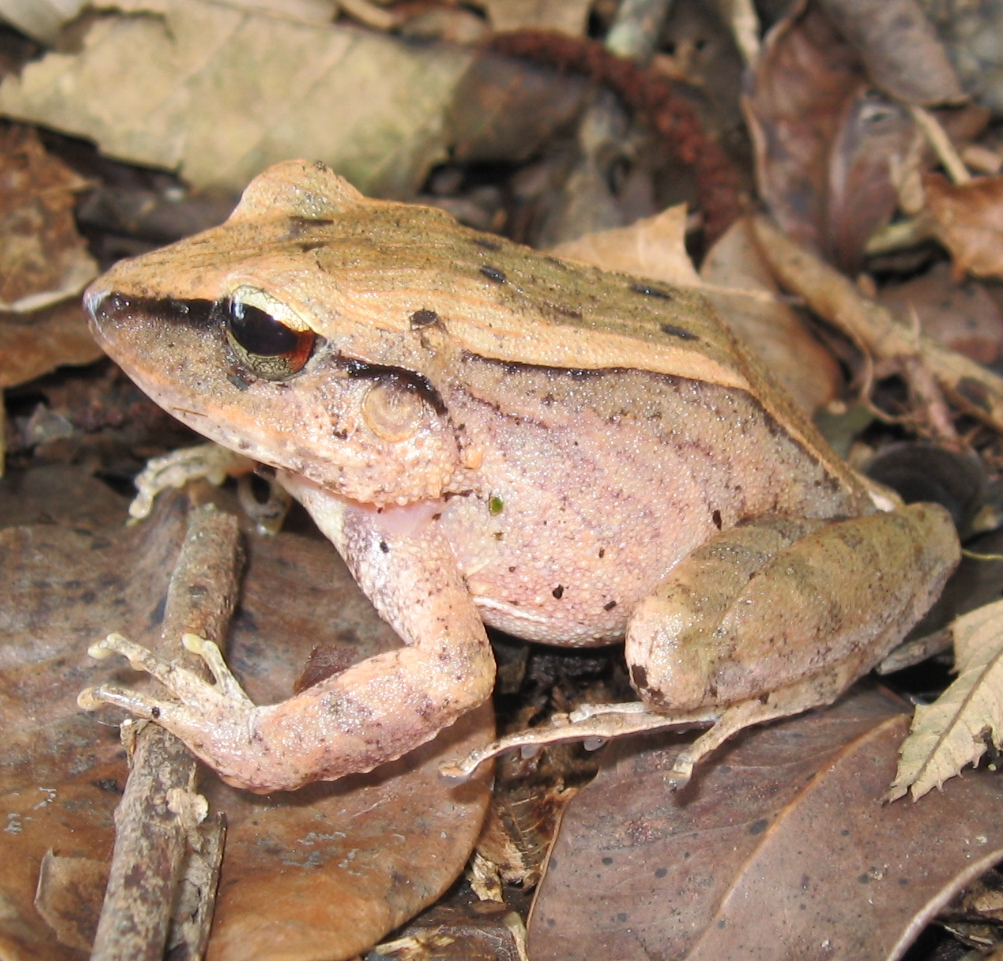
Haddadus binotatus
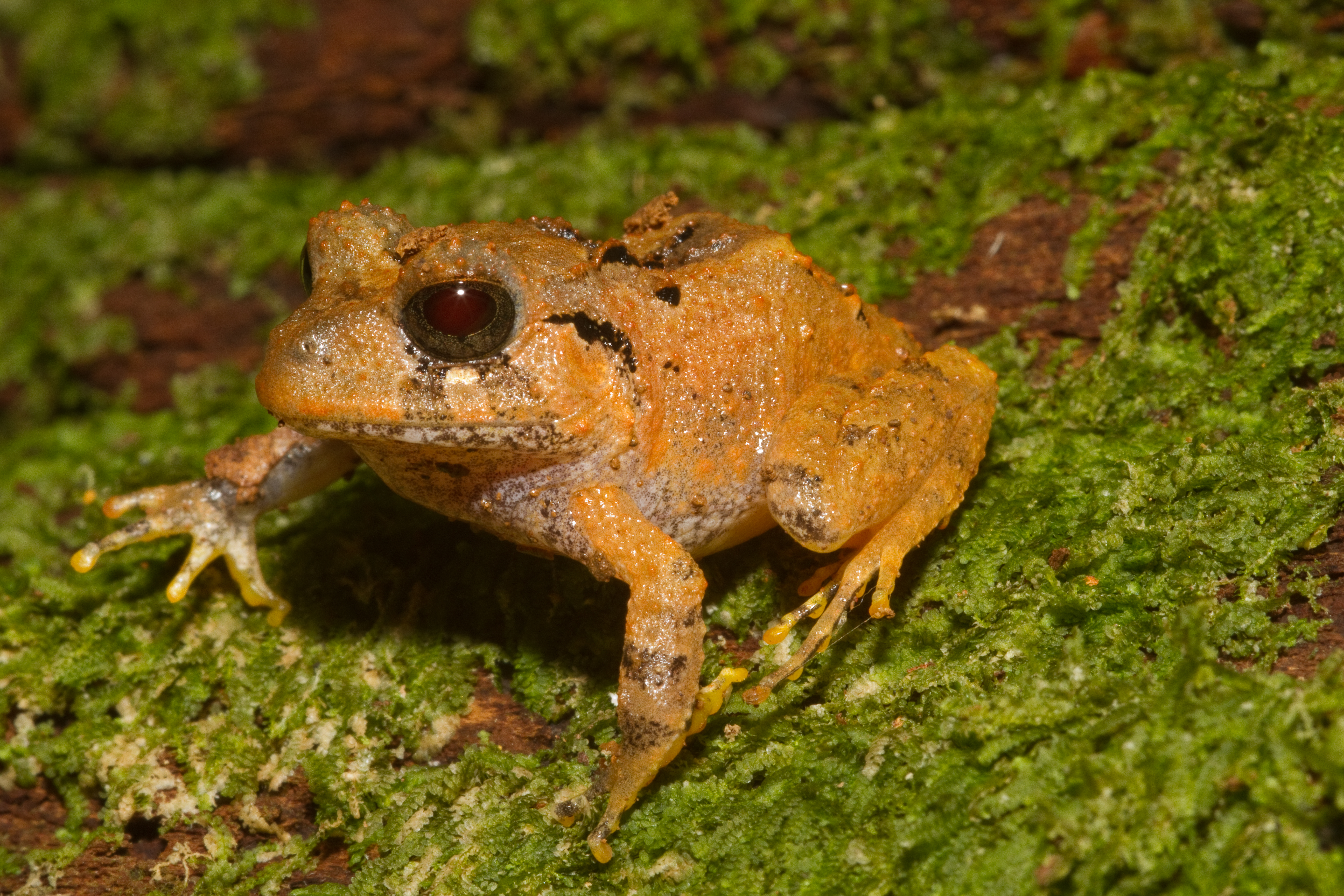
Craugastor megacephalus
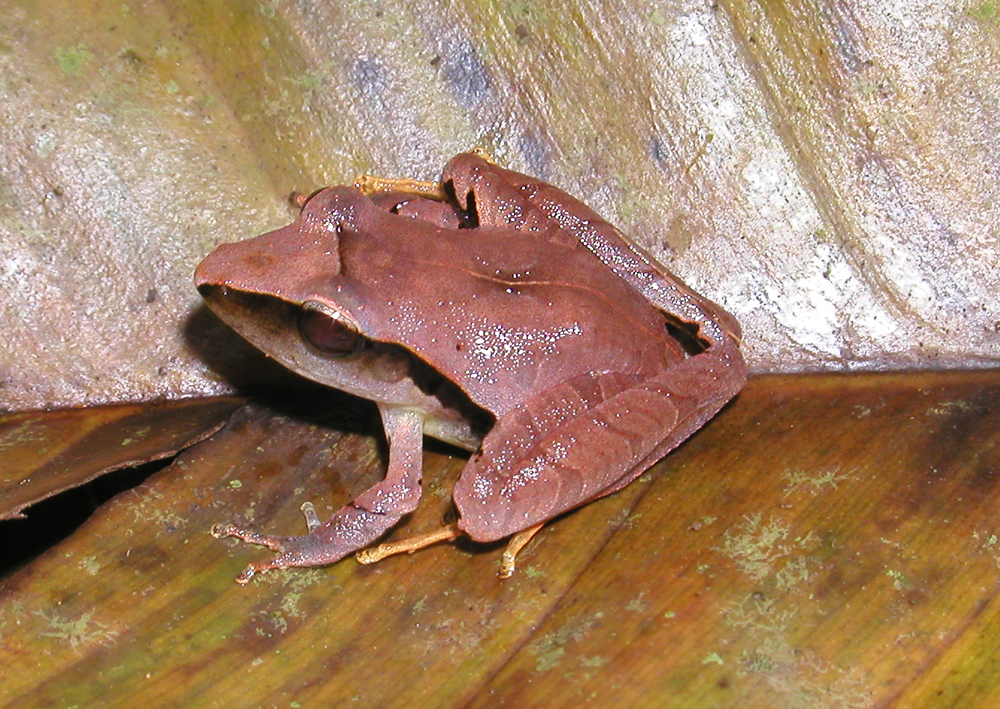
Craugastor mimus